# Italiaans curlingteam (mannen)
Het Italiaanse curlingteam vertegenwoordigt Italië in internationale curlingwedstrijden.

## Geschiedenis
Italië nam voor het eerst deel aan een groot internationaal toernooi tijdens het wereldkampioenschap van 1973. Een succes werd dit eerste toernooi niet. Van de negen wedstrijden konden de Italianen er maar één winnen. Drie jaar later werd wel een vijfde plaats bereikt, decennialang de beste prestatie van Italië op het WK. Deze prestatie werd pas in 2022 verbeterd, toen het team rond skip Joël Retornaz met een bronzen medaille naar huis ging. Ook in 2024 wist Italië onder leiding van Joël Retornaz de bronzen medaille binnen te halen.
Op de Olympische Winterspelen was Italië tot op heden drie keer present. De eerste keer was in 2006, toen de Spelen in eigen land gehouden werden. Italië eindigde op de zevende plaats. Twaalf jaar later was Italië wederom aanwezig. Ditmaal werd de negende plaats bereikt. Ook in 2022 eindigde Italië als negende.
Italië heeft tot nu toe aan elke editie van het Europees kampioenschap deelgenomen, maar kon slechts vier keer een plaats op het podium afdwingen. Dit gebeurde voor het eerst in 1979, toen Italië op de derde plaats eindigde. Daarna was het wachten tot 2018 op een tweede podiumplaats. Ook in 2021 en 2022 ging Italië met het brons naar huis.

## Italië op de Olympische Spelen
| \| Jaar \| Plaats \| Skip \| WG \| W \| V \| PV \| PT \| \| ---- \| ------------- \| ------------- \| ------------- \| ------------- \| ------------- \| ------------- \| ------------- \| \| 1924 \| Geen deelname \| Geen deelname \| Geen deelname \| Geen deelname \| Geen deelname \| Geen deelname \| Geen deelname \| \| 1998 \| Geen deelname \| Geen deelname \| Geen deelname \| Geen deelname \| Geen deelname \| Geen deelname \| Geen deelname \| \| 2002 \| Geen deelname \| Geen deelname \| Geen deelname \| Geen deelname \| Geen deelname \| Geen deelname \| Geen deelname \| \| 2006 \| 7 \| Joël Retornaz \| 9 \| 4 \| 5 \| 47 \| 66 \| \| 2010 \| Geen deelname \| Geen deelname \| Geen deelname \| Geen deelname \| Geen deelname \| Geen deelname \| Geen deelname \| \| 2014 \| Geen deelname \| Geen deelname \| Geen deelname \| Geen deelname \| Geen deelname \| Geen deelname \| Geen deelname \| \| 2018 \| 9 \| Joël Retornaz \| 9 \| 3 \| 6 \| 50 \| 56 \| \| 2022 \| 9 \| Joël Retornaz \| 9 \| 3 \| 6 \| 59 \| 65 \| |               |               |               |               |               |               |               |
| Jaar | Plaats        | Skip          | WG            | W             | V             | PV            | PT            |
| 1924 | Geen deelname | Geen deelname | Geen deelname | Geen deelname | Geen deelname | Geen deelname | Geen deelname |
| 1998 | Geen deelname | Geen deelname | Geen deelname | Geen deelname | Geen deelname | Geen deelname | Geen deelname |
| 2002 | Geen deelname | Geen deelname | Geen deelname | Geen deelname | Geen deelname | Geen deelname | Geen deelname |
| 2006 | 7             | Joël Retornaz | 9             | 4             | 5             | 47            | 66            |
| 2010 | Geen deelname | Geen deelname | Geen deelname | Geen deelname | Geen deelname | Geen deelname | Geen deelname |
| 2014 | Geen deelname | Geen deelname | Geen deelname | Geen deelname | Geen deelname | Geen deelname | Geen deelname |
| 2018 | 9             | Joël Retornaz | 9             | 3             | 6             | 50            | 56            |
| 2022 | 9             | Joël Retornaz | 9             | 3             | 6             | 59            | 65            |

## Italië op het wereldkampioenschap
| Jaar | Plaats        | Skip               | WG            | W             | V             | PV            | PT            |
| ---- | ------------- | ------------------ | ------------- | ------------- | ------------- | ------------- | ------------- |
| 1959 | Geen deelname | Geen deelname      | Geen deelname | Geen deelname | Geen deelname | Geen deelname | Geen deelname |
| 1960 | Geen deelname | Geen deelname      | Geen deelname | Geen deelname | Geen deelname | Geen deelname | Geen deelname |
| 1961 | Geen deelname | Geen deelname      | Geen deelname | Geen deelname | Geen deelname | Geen deelname | Geen deelname |
| 1962 | Geen deelname | Geen deelname      | Geen deelname | Geen deelname | Geen deelname | Geen deelname | Geen deelname |
| 1963 | Geen deelname | Geen deelname      | Geen deelname | Geen deelname | Geen deelname | Geen deelname | Geen deelname |
| 1964 | Geen deelname | Geen deelname      | Geen deelname | Geen deelname | Geen deelname | Geen deelname | Geen deelname |
| 1965 | Geen deelname | Geen deelname      | Geen deelname | Geen deelname | Geen deelname | Geen deelname | Geen deelname |
| 1966 | Geen deelname | Geen deelname      | Geen deelname | Geen deelname | Geen deelname | Geen deelname | Geen deelname |
| 1967 | Geen deelname | Geen deelname      | Geen deelname | Geen deelname | Geen deelname | Geen deelname | Geen deelname |
| 1968 | Geen deelname | Geen deelname      | Geen deelname | Geen deelname | Geen deelname | Geen deelname | Geen deelname |
| 1969 | Geen deelname | Geen deelname      | Geen deelname | Geen deelname | Geen deelname | Geen deelname | Geen deelname |
| 1970 | Geen deelname | Geen deelname      | Geen deelname | Geen deelname | Geen deelname | Geen deelname | Geen deelname |
| 1971 | Geen deelname | Geen deelname      | Geen deelname | Geen deelname | Geen deelname | Geen deelname | Geen deelname |
| 1972 | Geen deelname | Geen deelname      | Geen deelname | Geen deelname | Geen deelname | Geen deelname | Geen deelname |
| 1973 | 9             | Renato Ghezze      | 9             | 1             | 8             | 41            | 85            |
| 1974 | 10            | Renato Ghezze      | 9             | 1             | 8             | 40            | 77            |
| 1975 | 10            | Giuseppe dal Molin | 9             | 0             | 9             | 40            | 65            |
| 1976 | 5             | Giuseppe dal Molin | 10            | 5             | 5             | 54            | 53            |
| 1977 | 7             | Giuseppe dal Molin | 9             | 4             | 5             | 53            | 62            |
| 1978 | 7             | Leone Rezzadore    | 9             | 3             | 6             | 41            | 58            |
| 1979 | 8             | Giuseppe dal Molin | 9             | 3             | 6             | 44            | 61            |
| 1980 | 7             | Andrea Pavani      | 9             | 3             | 6             | 38            | 60            |
| 1981 | 7             | Andrea Pavani      | 9             | 3             | 6             | 45            | 59            |
| 1982 | 6             | Andrea Pavani      | 10            | 5             | 5             | 52            | 60            |
| 1983 | 10            | Massimo Alvera     | 9             | 0             | 9             | 38            | 72            |
| 1984 | 8             | Andrea Pavani      | 9             | 2             | 7             | 36            | 60            |
| 1985 | 7             | Andrea Pavani      | 10            | 5             | 5             | 48            | 54            |
| 1986 | 10            | Andrea Pavani      | 10            | 2             | 8             | 46            | 64            |
| 1987 | Geen deelname | Geen deelname      | Geen deelname | Geen deelname | Geen deelname | Geen deelname | Geen deelname |
| 1988 | Geen deelname | Geen deelname      | Geen deelname | Geen deelname | Geen deelname | Geen deelname | Geen deelname |
| 1989 | 7             | Andrea Pavani      | 10            | 4             | 6             | 46            | 52            |
| 1990 | 9             | Andrea Pavani      | 10            | 2             | 8             | 44            | 56            |
| 1991 | Geen deelname | Geen deelname      | Geen deelname | Geen deelname | Geen deelname | Geen deelname | Geen deelname |

| Jaar | Plaats        | Skip              | WG            | W             | V             | PV            | PT            |
| ---- | ------------- | ----------------- | ------------- | ------------- | ------------- | ------------- | ------------- |
| 1992 | Geen deelname | Geen deelname     | Geen deelname | Geen deelname | Geen deelname | Geen deelname | Geen deelname |
| 1993 | Geen deelname | Geen deelname     | Geen deelname | Geen deelname | Geen deelname | Geen deelname | Geen deelname |
| 1994 | Geen deelname | Geen deelname     | Geen deelname | Geen deelname | Geen deelname | Geen deelname | Geen deelname |
| 1995 | Geen deelname | Geen deelname     | Geen deelname | Geen deelname | Geen deelname | Geen deelname | Geen deelname |
| 1996 | 8             | Claudio Pescia    | 9             | 3             | 6             | 58            | 72            |
| 1997 | Geen deelname | Geen deelname     | Geen deelname | Geen deelname | Geen deelname | Geen deelname | Geen deelname |
| 1998 | Geen deelname | Geen deelname     | Geen deelname | Geen deelname | Geen deelname | Geen deelname | Geen deelname |
| 1999 | Geen deelname | Geen deelname     | Geen deelname | Geen deelname | Geen deelname | Geen deelname | Geen deelname |
| 2000 | Geen deelname | Geen deelname     | Geen deelname | Geen deelname | Geen deelname | Geen deelname | Geen deelname |
| 2001 | Geen deelname | Geen deelname     | Geen deelname | Geen deelname | Geen deelname | Geen deelname | Geen deelname |
| 2002 | Geen deelname | Geen deelname     | Geen deelname | Geen deelname | Geen deelname | Geen deelname | Geen deelname |
| 2003 | Geen deelname | Geen deelname     | Geen deelname | Geen deelname | Geen deelname | Geen deelname | Geen deelname |
| 2004 | Geen deelname | Geen deelname     | Geen deelname | Geen deelname | Geen deelname | Geen deelname | Geen deelname |
| 2005 | 12            | Stefano Ferronato | 11            | 1             | 10            | 55            | 92            |
| 2006 | Geen deelname | Geen deelname     | Geen deelname | Geen deelname | Geen deelname | Geen deelname | Geen deelname |
| 2007 | Geen deelname | Geen deelname     | Geen deelname | Geen deelname | Geen deelname | Geen deelname | Geen deelname |
| 2008 | Geen deelname | Geen deelname     | Geen deelname | Geen deelname | Geen deelname | Geen deelname | Geen deelname |
| 2009 | Geen deelname | Geen deelname     | Geen deelname | Geen deelname | Geen deelname | Geen deelname | Geen deelname |
| 2010 | 10            | Joël Retornaz     | 11            | 3             | 8             | 63            | 81            |
| 2011 | Geen deelname | Geen deelname     | Geen deelname | Geen deelname | Geen deelname | Geen deelname | Geen deelname |
| 2012 | Geen deelname | Geen deelname     | Geen deelname | Geen deelname | Geen deelname | Geen deelname | Geen deelname |
| 2013 | Geen deelname | Geen deelname     | Geen deelname | Geen deelname | Geen deelname | Geen deelname | Geen deelname |
| 2014 | Geen deelname | Geen deelname     | Geen deelname | Geen deelname | Geen deelname | Geen deelname | Geen deelname |
| 2015 | 10            | Joël Retornaz     | 11            | 3             | 8             | 49            | 73            |
| 2016 | Geen deelname | Geen deelname     | Geen deelname | Geen deelname | Geen deelname | Geen deelname | Geen deelname |
| 2017 | 9             | Joël Retornaz     | 11            | 4             | 7             | 63            | 72            |
| 2018 | 8             | Joël Retornaz     | 12            | 5             | 7             | 79            | 76            |
| 2019 | 7             | Joël Retornaz     | 12            | 7             | 5             | 74            | 63            |
| 2021 | 7             | Joël Retornaz     | 13            | 7             | 6             | 78            | 64            |
| 2022 | 3             | Joël Retornaz     | 15            | 10            | 5             | 115           | 96            |
| 2023 | 4             | Joël Retornaz     | 15            | 9             | 6             | 109           | 84            |
| 2024 | 3             | Joël Retornaz     | 15            | 10            | 5             | 98            | 80            |
| 2025 | 10            | Joël Retornaz     | 12            | 5             | 7             | 80            | 75            |

## Italië op het Europees kampioenschap
| Jaar | Plaats | Skip                   | WG | W | V | PV | PT |
| ---- | ------ | ---------------------- | -- | - | - | -- | -- |
| 1975 | 8      | Leone Rezzadore        | 7  | 0 | 7 | 28 | 61 |
| 1976 | 8      | Giuseppe dal Molin     | 8  | 2 | 6 | 43 | 69 |
| 1977 | 4      | Giuseppe dal Molin     | 9  | 5 | 4 | 57 | 65 |
| 1978 | 6      | Giuseppe dal Molin     | 9  | 5 | 4 | 58 | 47 |
| 1979 | 3      | Giuseppe dal Molin     | 11 | 8 | 3 | 84 | 50 |
| 1980 | 7      | Dino Zardini           | 11 | 6 | 5 | 75 | 83 |
| 1981 | 8      | Giuseppe dal Molin     | 7  | 3 | 4 | 50 | 41 |
| 1982 | 13     | Andrea Pavani          | 6  | 1 | 5 | 24 | 46 |
| 1983 | 9      | Andrea Pavani          | 7  | 3 | 4 | 38 | 37 |
| 1984 | 9      | Andrea Pavani          | 7  | 3 | 4 | 54 | 38 |
| 1985 | 12     | Andrea Pavani          | 8  | 3 | 5 | 42 | 43 |
| 1986 | 4      | Andrea Pavani          | 9  | 5 | 4 | 49 | 54 |
| 1987 | 10     | Fabio Alvera           | 7  | 3 | 4 | 36 | 32 |
| 1988 | 8      | Fabio Alvera           | 7  | 3 | 4 | 37 | 38 |
| 1989 | 9      | Andrea Pavani          | 7  | 4 | 3 | 32 | 31 |
| 1990 | 13     | Vittorino Boschet      | 6  | 1 | 5 | 32 | 51 |
| 1991 | 14     | Vittorino Boschet      | 4  | 1 | 3 | 32 | 29 |
| 1992 | 14     | Fabio Alvera           | 6  | 3 | 3 | 57 | 31 |
| 1993 | 14     | Gianpaolo Zandegiacomo | 6  | 3 | 3 | 38 | 30 |
| 1994 | 11     | Claudio Pescia         | 9  | 7 | 2 | 66 | 37 |
| 1995 | 4      | Claudio Pescia         | 8  | 5 | 3 | 43 | 39 |
| 1996 | 10     | Claudio Pescia         | 7  | 2 | 5 | 37 | 48 |
| 1997 | 13     | Claudio Pescia         | 6  | 1 | 5 | 36 | 44 |
| 1998 | 15     | Claudio Pescia         | 4  | 2 | 2 | 32 | 23 |
| 1999 | 12     | Stefano Ferronato      | 5  | 3 | 2 | 29 | 29 |

| Jaar | Plaats | Skip                   | WG | W  | V | PV  | PT |
| ---- | ------ | ---------------------- | -- | -- | - | --- | -- |
| 2000 | 12     | Stefano Ferronato      | 10 | 7  | 3 | 71  | 52 |
| 2001 | 10     | Alessandro Lettieri    | 9  | 1  | 8 | 40  | 72 |
| 2002 | 11     | Gianpaolo Zandegiacomo | 13 | 11 | 2 | 129 | 57 |
| 2003 | 8      | Stefano Ferronato      | 10 | 3  | 7 | 52  | 71 |
| 2004 | 5      | Stefano Ferronato      | 10 | 5  | 5 | 53  | 66 |
| 2005 | 9      | Joël Retornaz          | 9  | 1  | 8 | 44  | 71 |
| 2006 | 12     | Stefano Ferronato      | 11 | 10 | 1 | 104 | 47 |
| 2007 | 10     | Joël Retornaz          | 9  | 0  | 9 | 38  | 67 |
| 2008 | 12     | Stefano Ferronato      | 10 | 9  | 1 | 80  | 36 |
| 2009 | 10     | Stefano Ferronato      | 9  | 0  | 9 | 35  | 77 |
| 2010 | 11     | Joël Retornaz          | 13 | 10 | 3 | 108 | 74 |
| 2011 | 10     | Joël Retornaz          | 9  | 1  | 8 | 43  | 62 |
| 2012 | 15     | Fabio Sola             | 8  | 5  | 3 | 56  | 49 |
| 2013 | 12     | Amos Mosaner           | 11 | 8  | 3 | 73  | 64 |
| 2014 | 4      | Amos Mosaner           | 12 | 7  | 5 | 75  | 71 |
| 2015 | 8      | Joël Retornaz          | 12 | 4  | 8 | 57  | 72 |
| 2016 | 7      | Joël Retornaz          | 9  | 3  | 6 | 51  | 58 |
| 2017 | 8      | Joël Retornaz          | 11 | 4  | 7 | 57  | 68 |
| 2018 | 3      | Joël Retornaz          | 11 | 7  | 4 | 80  | 71 |
| 2019 | 5      | Joël Retornaz          | 9  | 5  | 4 | 63  | 58 |
| 2021 | 3      | Joël Retornaz          | 11 | 7  | 4 | 77  | 51 |
| 2022 | 3      | Joël Retornaz          | 11 | 9  | 2 | 82  | 58 |
| 2023 | 4      | Joël Retornaz          | 11 | 9  | 2 | 95  | 53 |
| 2024 | 6      | Joël Retornaz          | 9  | 6  | 3 | 65  | 56 |

Andorra · Australië · België · Bosnië en Herzegovina · Brazilië · Bulgarije · Canada · China · Chinees Taipei · Denemarken · Duitsland · Engeland · Estland · Filipijnen · Finland · Frankrijk · Georgië · Griekenland · Groot-Brittannië · Guyana · Hongarije · Hongkong · Ierland · IJsland · India · Israël · Italië · Jamaica · Japan · Kazachstan · Kenia · Kirgizië · Kroatië · Letland · Liechtenstein · Litouwen · Luxemburg · Mexico · Nederland · Nieuw-Zeeland · Nigeria · Noorwegen · Oekraïne · Oostenrijk · Polen · Portugal · Puerto Rico · Qatar · Roemenië · Rusland · Saoedi-Arabië · Schotland · Servië · Slovenië · Slowakije · Spanje · Thailand · Tsjechië · Tsjecho-Slowakije · Turkije · Verenigde Staten · Wales · Wit-Rusland · Zuid-Korea · Zweden · Zwitserland